# Айнару
Айнару (порт. Ainaro) — город и подрайон в Восточном Тиморе. Является административным центром одноимённого округа.

## География
Расположен в юго-западной части страны, примерно в 60 км к юго-западу от столицы Восточного Тимора, города Дили, на высоте 831 м над уровнем моря.

## Население
По данным на 2010 год население подрайона составляет 15 558 человек; по данным на 2004 оно насчитывало 12 640 человек. Наиболее распространённый язык населения — мамбай; употребляются также языки бунак и кемак. Наряду с католическим большинством, имеются меньшинства протестантов и мусульман. Средний возраст населения — 16,6 лет.

## Экономика
Основу экономики города составляет экспорт органического кофе и сандалового дерева.